# Carmelo Peralta
Carmelo Peralta Cáceres (Quiindy, Departamento de Paraguarí, Paraguay, 16 de julio de 1910 - Loma Grande, Departamento de Cordillera, Paraguay, 7 de septiembre de 1940) fue un militar y aviador paraguayo que combatió en la Guerra del Chaco con el rango de capitán, dentro de la Fuerza Aérea Paraguaya.

## Biografía
Nació el 16 de julio de 1910 en Quiindy, hijo de Gregorio Peralta y Rosa Antonia Cáceres (ambos descendientes de inmigrantes vascos provenientes de Navarra). Y fue bautizado el 20 de septiembre de 1910, en la iglesia de Quiindy.
A los 5 años su padre se trasladó con toda su familia a Asunción, para que Carmelo estudie la primaria y la secundaria. Peralta estudió en la Escuela Nacional de Comercio Nº1 en la cual se recibió de Perito Mercantil (equivalente actual a un Bachiller Técnico en Comercio).
En esa época el aviador paraguayo Silvio Pettirossi realizaba sus famosas acrobacias en la Bahía de Asunción, lo cual motivó a Peralta a inscribirse en la Escuela Militar para ser aviador.
Posteriormente el 22 de abril de 1930 se recibió como piloto militar de la Fuerza Aérea Paraguaya, con solo 19 años de edad.
Se casó el 16 de septiembre de 1931 en la ciudad de Asunción con Amalia Zorrilla, con quien tuvo 3 hijos: Roque Carlos Rubén, Cesar Atilano y Publio Hugo.

### Guerra del Chaco
Durante la Guerra del Chaco (1932 - 1935) sirvió como piloto con el rango de capitán dentro del ejército paraguayo en distintas misiones de exploración y combate.
Entre estas misiones se destaca cuando Carmelo Peralta junto con su compañero el teniente. 1° Rogelio Etcheverry se enfrentaron al mayor Rafael Pabón (as de la aviación del ejército boliviano), el cual fue derribado por Peralta en un combate aéreo sobre el Fortín Florida el 12 de agosto de 1934.
El avión de Peralta y de la mayoría de los pilotos paraguayos era un Potez 25, de origen francés, el cual por ser una aeronave muy pesada obligaba a los pilotos a ir sin paracaídas para aligerar el peso.

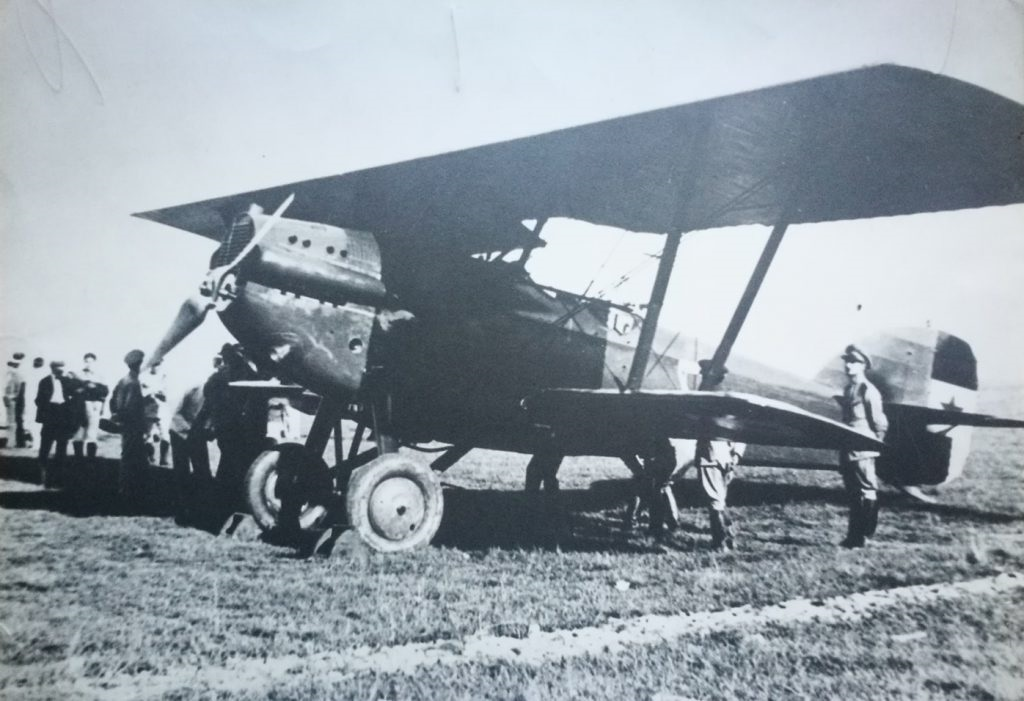
Avión Potez 25 utilizado por Carmelo Peralta.

### Muerte
Posteriormente fue ascendido al rango de Mayor y fue piloto personal del presidente José Félix Estigarribia y de su esposa Julia Miranda Cueto, con los cuales falleció en un accidente aéreo el 7 de septiembre de 1940, a la edad de 30 años. Luego fue ascendido póstumamente al grado inmediatamente superior de Teniente Coronel.

## Homenajes
En su honor fue nombrada la ciudad de Capitán Carmelo Peralta, en el Departamento de Alto Paraguay, ubicado en el Chaco Paraguayo, a orillas del Río Paraguay, en la frontera con Brasil.
Como homenaje a Peralta y a muchos otros aviadores paraguayos se nombró también la Avenida Aviadores del Chaco de la ciudad de Asunción.